# Parafia bł. Ks. Józefa Pawłowskiego z Grona 108 Męczenników we Włoszczowie
Parafia bł. Ks. Józefa Pawłowskiego z Grona 108 Męczenników we Włoszczowie – jedna z parafii rzymskokatolickich we Włoszczowie. Erygowana 11 października 1999 roku dekretem bpa Kazimierza Ryczana, wyodrębniona z parafii Wniebowzięcia NMP we Włoszczowie. Pierwszym proboszczem został ks. Leszek Dziwosz.
Kościół parafialny był budowany przez prawie 17 lat, od 2008. 18 maja 2025 został konsekrowany przez bpa Jana Piotrowskiego.